# The Dream Walker
The Dream Walker - piąty studyjny album zespołu Angels & Airwaves, wydany 9 grudnia 2014 przez To the Stars Records. W dniu 7 października, zespół wydał swój pierwszy singiel z albumu, "Paralyzed". Kilka tygodni później został wydany w Halloween drugi singiel "The Wolfpack" 

## Lista utworów
1. "Teenagers & Rituals"  (3:53)
2. "Paralyzed"  (4:09)
3. "The Wolfpack"  (3:53)
4. "Tunnels"  (4:10)
5. "Kiss with a Spell"  (4:36)
6. "Mercenaries"  (4:37)
7. "Bullets in the Wind"  (4:03)
8. "The Disease"  (3:57)
9. "Tremors"  (3:55)
10. "Anomaly"  (2:52)